# جهة تادلة أزيلال

خارطة جهة تادلة أزيلال

تشكل جهة بني ملال خنيفرة من سهل تادلة وجزء كبير من سلسلة الأطلس المتوسط والكبير، وتقدر مساحة الجهة ب17125 كم2، تحد شمالا بإقليم خريبكة، ومن الشمال الغربي بإقليم سطات، وغربا بإقليم قلعة السراغنة، ومن الشمال الشرقي بإقليم خنيفرة، ومن الجنوب الشرقي بإقليم الراشدية، ومن الجنوب بإقليم ورززات، ومن الجنوب الغربي بولاية مراكش
أول مقومات جهة بني ملال خنيفرة هو موقعها الجغرافي في قلب المغرب، في تقاطع المحاور الطرقية التي تربط الأقطاب الاقتصادية الرئيسية.
إن الموقع الجغرافي لتادلة أزيلال
في الوسط يتيح لها يُسْـر الوصول إلى بنيات تحتية تتميز بالجودة، متمثلةً في الموانئ والمطارات وكذا شبكة السكك الحديدية:
مطار محمد الخامس الدولي بالدار البيضاء على بعد 175 كلم (ساعتين ونصف بالسيارة).
مطار المنارة الدولي بمراكش على بعد 200 كلم (3 ساعات بالسيارة).
هذان المطاران يغطيان أهم الوجهات في أوروبا وأمريكا الشمالية والشرق الأوسط وإفريقيا، وجميع الاتجاهات الوطنية.
مطار بني ملال، الذي يقع على بعد ثماني كيلومترات شمال- غرب المدينة، والذي استقبل يوم الاثنين 21يوليوز 2014، أول طائرة تابعة للخطوط الملكية المغربية وعلى متنها حوالي مائة مسافر من أفراد الجالية المغربية المقيمة بالخارج، قادمين من ميلانو بإيطاليا لقضاء العطلة الصيفية بأرض الوطن، إضافة إلى نشاط المطار السياحي (في رياضة القفز بالمظلات).
ميناء الدار البيضاء والمحمدية (على بعد 30 كلم من الدار البيضاء)، وهما ميناءان ذوا طاقة نقل مهمة، يغطيان 55% من المبادلات الخارجية للمملكة ويتوفران على طاقة مهمة لاستيعاب الحاويات.
شبكة النقل السككي الوطنية (المكتب الوطني للسكك الحديدية بالمغرب) التي تنقل كل سنة 33 مليون طن من البضائع ونحو 15 مليون راكب. أقرب محطة للقطار تتواجد بمدينة خريبكة، على بعد ساعة واحدة بالسيارة عن مدينة بني ملال.
مشروع إحداث خط سككي بين مدينتي بني ملال وخريبكة هو الآن في طور الدراسة من قبل المكتب الوطني للسكك الحديدية والسلطات المحلية.
وتقدر سوق الاستهلاك الوطنية انطلاقاً من تادلة أزيلال ب 9 ملايين نسمة على شعاع 200 كلم، و 17 مليون نسمة على شعاع 300 كلم، و 23 مليون نسمة على 500 كلم.
بلغ عدد سكان جهة تادلة أزيلال 1,448,155 نسمة في الإحصاء المغربي الرسمي لعام 2004 بحيث شكل سكانها نسبة 4,85% من إجمالي سكان المغرب.

## التقسيم الإداري
تضم جهة تادلة أزيلال:
- إقليم بني ملال.
- إقليم أزيلال.
- إقليم الفقيه بنصالح.
  - ويبلغ عدد الجماعات بالجهة 82 جماعة من بينها:
- 73 جماعة قروية
- 9 جماعات حضرية.

## اقتصاد الجهة
الزراعة : قطاع تقليدي جهوي
تعد جهة تادلة أزيلال واحدة من أهم الجهات الفلاحية بالمملكة. مساحة الأراضي الصالحة للزراعة بها تقدر ب570169 هكتارا،087 185 هكتارا منها مسقية، أما مساحة الغابات فتناهز 445 531هكتارا، ويشغل القطاع نحو 61 ٪ من اليد العاملة النشيطة مما يجعل منه العمادة الرئيسية لاقتصاد الجهة.
وتساهم الجهة بشكل كبير في الاقتصادالمغربي. فبفضل قطيعها من الماشيةالذي يقدر ب 000 684 2 رأسا، تنتج الجهة سنويا نحو 210 مليون لتر من الحليب (19 ٪ من الطلب الوطني) و 41 مليون طن من اللحوم.
كما تساهم تادلة أزيلال ب 26 ٪ من الإنتاج الوطني من الشمندر و 19 ٪ من الإنتاج الوطني من الحوامض و17 ٪ من الإنتاج الوطني من الزيتون و 7.5 ٪ من الإنتاج الوطني للبستنة.
الصناعة الغذائية: قطاع المستقبل
بفضل مواردها الطبيعية وخبرتها الطويلة في المجال الزراعي وقربها الجغرافي من أحواض الاستهلاك الرئيسية في البلاد، تتخصص الجهة بشكل طبيعي في الصناعات الغذائية.
وبهدف تعزيز هذا التموقع وتثمين إنتاجها الفلاحي الوفير والمتنوع وذو الجودة العالية، فإن الجهة ستحدث قطبا للكفاءات وذلك في إطار إستراتيجية تنموية لقطاع الصناعات الغذائية.
السياحة: منتجات حديثة ومتطورة
بصفتها موردا هاما للعملة الصعبة ومصدرا رئيسيا لفرص الشغل بالنسبة للساكنة المحلية، تمثل السياحة القطاع الاستراتيجي الثاني في الجهة، خاصة قطاعات السياحة البيئية والقروية والجبلية. وتعتمد السياحة التي تعرف ازدهارا كبيرا في الجهة، على بيئة ذات نوعية استثنائية وخبرة طويلة للمرشدين السياحيين وخدمات متخصصة.
الإمكانات البشرية
يتميز سكان الجهة بديناميتهم العالية، حيث تعمل أكثر من 47 ٪ من الساكنة النشيطة لحسابها الخاص، بينما يبلغ المعدل الوطني 30 ٪ فقط.
وينحدر عدد كبير من المغاربة المقيمين بالخارج من هذه الجهة فيساهمون في تنميتها من خلال نقل التكنولوجيا والخبرات ورؤوس الأموال.
مشاريع بنيوية
تعرف الجهة إحداث العديد من المشاريع المهيكلة وذلك بغية تسريع وتيرة التنمية الاقتصادية والاجتماعية بها والتأكيد على كونها جهة نامية ذات إمكانبات مهمة.
و تهم هذه المشاريع البنية التحتية للتواصل والصناعة والسياحة والتكوين وتثير اهتمام المستثمرين المحليين والأجانب على حد سواء.
البنية التحتية في مجال التواصل
الطريق السيار بني ملال - الدار البيضاء: الأشغال جارية لانجاز الشطر الذي يربط برشيد ببني ملال والذي يبلغ طوله 172 كم.
مطار بني ملال: في طور التأهيل لاستيعاب حركة الطيران التجارية.
ربط الجهة بشبكة السكك الحديدية: المشروع في طور الدراسة.
الصناعة:
قطب الصناعات الغذائية لجهة تادلة أزيلال: مشروع مهم في طور الإنجاز. سيمتد قطب الصناعات الغذائية على مساحة تقدر ب 244 هكتارا وسيقدم خدمات متطورةللمقاولات التي ستستقر به.

## القطاع الفلاحي
يشكل القطاع الفلاحي الدعامة الأولى للاقتصاد في جهة تادلة أزيلال، حيث يتميز بتنوع المحصول الزراعي ووفرة الإنتاج الحيواني اللذان يساهمان بشكل قوي في تموين الصناعة الغذائية المحلية والوطنية.
وترجع قوة القطاع الفلاحي في الجهة إلى المناخ المعتدل الذي يسود بها والموارد المائية الهامة المتوفرة واليد العاملة ذات الخبرة العالية والتكلفة المنخفضة.
تتوفر جهة بني ملال خنيفرة على 570.000 هكتار من الأراضي الصالحة للزراعة، 190.000 هكتار منها مسقية (أي 7% من الأراضي الصالحة للزراعة و13% من المساحات المسقية في المغرب).
و يقدر المنتوج الفلاحي القابل للتحويل محليا ب ٪75 تقريبا من الإنتاج الجهوي مما يمنح فرصا استثمارية متعددة.
تتواجد بالجهة حاليا أكثر من 80 مؤسسة ناشطة في قطاع الصناعات الغذائية وتستفيد من المزايا التي يقدمها القطاع:
وفي إطار ترميز المنتوجات المجالية، فقد تم منح الاعتراف بالبيان الجغرافي المحمي لعسل الزقوم تادلة خلال الملتقى الدولي للفلاحة بمكناس سنة 2012 وذلك من أجل حمايته من المنافسة غير الشريفة والتعريف به وتسهيل ولوجه إلى الأسواق وهذا من شأنه أن يرفع من قيمته المضافة وإبراز مزياه الغذائية والطبية.
غير أنه، في مقابل ذلك، تظل الاكراهات التي تعيق تسويق مادة العسل على المستوى الجهوي والوطني والدولي حاضرة لدى المهتمين الذين يؤكدون على ضرورة تثمين هذا القطاع من أجل إنتاج عسل ذي جودة عالية، وعصرنة القطاع وتشجيع التسويق، وحماية المستهلك، وتكوين مربي النحل ودعم أسعار بعض الأدوية في علاج “الفارواز”، وهو مرض طفيلي يقضي على النحل، محذرين من استعمال أدوية غير مرخص لها ورخيصة الثمن وبجرعات عشوائية.

## القطاع السياحي
جهة سياحية
بفضل مناظرها الطبيعية الخلابة وتقاليدها المتجدرة في القدم وساكنتها المضيافة، تقدم جهة تادلة أزيلال إمكانات هائلة تمكن من تطوير مشاريع الإيواء والأنشطة السياحية خاصة الأشكال الجديدة للسياحية كالسياحة الجبلية والبيئية والقروية وسياحة المغامرات.
نقاط قوة القطاع السياحي في جهة تادلة أزيلال
الموقع الجغرافي
أول نقاط قوة القطاع السياحي بجهة بني ملال خنيفرة هو موقعها الجغرافي على مقربة من مدينتي الدار البيضاء ومراكش (على بعد ساعتين من الدار البيضاء وثلاث ساعات من مراكش على متن السيارة) اللتان تعتبران نقطتا عبور سياحيتين دوليتين ومركزان للسياحة الداخلية ولا سيما خلال عطل نهاية الأسبوع.
بالإضافة إلى ذلك، فإن الجهة مفتوحة على الأقاليم الجنوبية للمغرب (ورزازات وسكورة وإملشيل) حيث يعرف القطاع السياحي ازدهارا كبيرا.
مناطق الجذب السياحي الطبيعية
تضاريس متنوعة وأشكال جيولوجية وأنثولوجية وأنهار ووديان عالية وتقاليد متجدرة... كلها إمكانات هائلة تجعل من جهة تادلة أزيلال وجهة بارزة للسياحة البيئية والقروية في المغرب.
تتوفر جهة تادلة أزيلال على أكثر من 20 موقعا سياحيا طبيعيا غير مستغل بالشكل المطلوب. ومن بين هذه المواقع الخلابة نجد شلالات أوزود، بين الويدان وواد آيت بوجماس التي تحظى بشهرة عالمية وتستقبل سنويا أعدادا هائلة من السياح.
وتعزز هذه الإمكانات فترة مشمسة طويلة، تمتد من شهر أبريل إلى غاية شهر أكتوبر، ملائمة لممارسة رياضات المشي والقيام بجولات وأنشطة مختلفة في الهواء الطلق.
اليد العاملة
تعد جهة تادلة أزيلال رائدة في مجال السياحة البيئية فهي الجهة التي شهدت ولادة السياحة الجبلية في عام 1973 من خلال تنظيم العبور الكبير لسلاسل جبال الأطلس المغربية.
ويمكن مركز تكوين في مهن السياحة الجبلية (CFAMM) من تكوين أفضل المرشدين السياحيين في السياحة الجبلية في البلاد.
وإضافة إلى نشاط هذا المركز، يقوم معهد التكنولوجيا الفندقية حاليا بتكوين تقنيين متخصصين في مجالات الطبخ وخدمة المطاعم والإيواء.
بنية تحتية سياحية
وعلى الرغم من تنوعه (فنادق ونزل ومنتجعات ودور الضيافة)، لا يواكب عرض الإيواء الحالي تطور حركة توافد السياح المسجلة مؤخرا في الجهة. ففي عام 2008، وصل عدد ليالي المبيت إلى 70 ألفا بينما ناهز عدد السياح الوافدين 60 ألف سائح.
بالنظر إلى النشاط السياحي الذي تعرفه الجهة فإنها توفر فرصا حقيقية للاستثمار في مجالات الإيواء والخدمات والأنشطة السياحية كما أنها تستقطب مستثمرين مغاربة وكذا أجانب.
سهولة وانتظام التموين؛
القرب من سوق استهلاكية وطنية تقدر ب 23 مليون نسمة؛
القرب من البنية التحتية الوطنية الموجهة للتصدير (مشروع الطريق السيار الذي سيربط الجهة بالدار البيضاء وكذا مشروع تأهيل مطار بني ملال)؛
محصول زراعي متنوع ومنتظم؛
سلاسل تنافسية (اللحوم والألبان والبستنة والزيتون واللحوم)؛
توفر أراضي مسقية شاسعة تسهل عملية إدخال مزروعات ذات قيمة مضافة عالية؛
وفرة الموارد المائية (اثنان من أكبر السدود في المغرب)؛
يد عاملة متمرسة، مستقرة وغير مكلفة؛
قطاع مدعم بالبحوث التطبيقية؛
مشروع قطب تنافسي يمنح شروطا تفضيلية للمقاولات الراغبة بالاستقرار به وهو قطب الصناعات الغذائية لتادلة أزيلال.

## البنية التحتية الرياضية
يوجد بالجهة 4 ملاعب للتنس، و 15 قاعة رياضية خاصة وملاعب لكرة القدم وكرة السلة والكرة الطائرة، و4 حلبات لألعاب القوى، و7 مسابح ونادٍ للفروسية، ونادٍ لرياضة الطيران.
و تستهوي الجبال والأجراف الرائعة، والأنهار والغابات المحفوظة، عشاقَ الطبيعة. وفضلاً على ذلك، تتوفر إمكانية ممارسة رياضة الكانو والكاياك والنزهات الطويلة سيراً على الأقدام، والطيران الشراعي والتحليق بالطائرات الشراعية والرحلات واستكشاف المغارات والقنص، بسهولة وبكل أمان.

## التعليم
يبلغ إجمالي عدد مؤسسات التعليم الخاص 43 مؤسسة متواجدة بمختلف أقاليم وجماعات الجهة.
توفر هذه المؤسسات 23 قسماً للتعليم الابتدائي، و6 أقسام للتعليم الإعدادي، و6 أقسام للتعليم الثانوي وقسماً للمستوى الإعدادي المهني. ويبلغ معدّل رسوم التمدرس 30 أوروشهرياً لمرحلة ما قبل المدرسة، و40 أورو شهرياً للدراسة الابتدائية، و60 أورو شهرياً للمستوى الإعدادي ونحو 70 أورو شهرياً للمستوى الثانوي.

## الصناعة والخدمات
الخبرة المحليةشجعت وفرة الصوف الطبيعي والطين ذو النوعية الجيدة وأنواع متعددة من الأشجار، تطوير الصناعة التقليدية المحلية في الجهة.
يعمل حوالي 3000 صانع تقليدي في حرف مختلفة مثل:
الخياطة والنسيج (21 ٪)
البناء (20 ٪)
الأثاث والتشطيبات مثل النجارة والحدادة (14 ٪)
إصلاح السيارات (6 ٪)
و 10 ٪ يعملون في النسيج والفخار وصناعة الخشب وصناعة الأسلحة المخصصة للقنص
يعمل الحرفيون عادة بشكل فردي أو في إطار مقاولات صغيرة جدا تتكون من صانعين أو ثلاثة على الأكثر. كما يمكن للصناع التقليديين أيضا تنظيم عملهم في إطار تعاونيات أو جمعيات (ثمان تعاونيات وعشرون جمعية نشيطة في مختلف أنحاء الجهة).
لطالما ارتبطت حرف الصناعة التقليدية بالعالم القروي إذ تعد الأسرة، إلى جانب بعض التعاونيات والورشات القليلة، الوحدة الرئيسية للإنتاج. يبقى حجم الإنتاج متواضعا غير أنه يساير بسهولة تزايد الطلب.
وتشتهر جهة تادلة ازيلال على وجه الخصوص، بجودة النسيج وصناعة الأسلحة التقليدية، إضافة إلى عمل الصناع التقليديين في صناعة الفخار والسيراميك والخشب

## الموارد الطبيعية والمعادن
إمكانات جهوية هائلة تكثر في الجهة تكوينات جيولوجية متنوعة غنية بالمعادن الأساسية كالحديد والرصاص والزنك والنحاس وحجر الملح والفوسفاط وتمتد على مساحة كبيرة من الأطلس الكبير الأوسط والمجال الميسيتي.
وجود هذه الموارد يجذب استثمارات مهمة ذات صلة باستغلال المناجم والتعدين واستغلال المواد المعدنية والبنية التحتية الأساسية للتعدين.
قاعدة الاحتياطي الجهوي للمعادن الأساسية مثل الرصاص والنحاس والحديد والمنغنيز والزنك تقدر ب 124800 طن. كما يقدر الاحتياطي الجهوي للفوسفاط ب 292 مليون طن.
يوفر مجال التعدين الجهوي 142 تصريحا منها 138تصريحا للبحث عن المعادن و 4 تصاريح مخصصة للاستغلال. 70 ٪ من هذا التصاريح ممنوحة لأفراد و25 ٪ للمكتب الوطني للمحروقات والمناجم و 5 ٪ لشركات تعدين مختلفة.
لا يشمل هذا المجال موقع سيدي شنان للفوسفاط الذي يمتد على مساحة 5000 هكتار يتم استغلالها بشكل كامل من قبل المكتب الشريف للفوسفاط.
و يتم تشجيع الاستثمار في مجال التعدين بشتى الطرق، من بينها:
وضع قاعدة للبيانات الجيولوجية والمعدنية وكذا الخرائط الكاملة للجهة على مستويات مختلفة رهن إشارة المستثمرين (توفير خرائط من نوع 1/500.000، 1/100.000 و1/50.000).

## المساعدة التقنية والتكوين
الامركزية في إدارة المواقع الغنية بالمعادن
تقديم المساعدة التقنية للمرخص لهم من قبل إدارة التراب الوطني
تعزيز وتطوير الطرق المؤدية إلى مواقع التعدين الرئيسية
الثروة المعدنية الفوسفاط
يقدر احتياطي الفوسفاط في الجهة بنحو 500 مليون طن يقوم بتثمينها المكتب الشريف للفوسفاط الذي يعمل حاليا في موقع سيدي شنان. ويمثل هذا الموقع وحده حوالي 20 ٪ من احتياطي المغرب من الفوسفاط.يقدر الإنتاج الجهوي للفوسفاط بأكثر من 6 ملايين طن سنويا. ويتم تصدير 44 ٪ من هذا الإنتاج إلى بلدان أوربية مختلفة والولايات المتحدة الأمريكية وآسيا وأوقيانوسيا. ويتم تسليم 56 ٪ من هذا الإنتاج للصناعات الكيماوية في الجرف الأصفر لتلبية احتياجات الصناعات المحلية.
الموارد الرئيسية
أثبتت دراسة حول توزيع المعادن الرئيسية (الرصاص، الزنك،النحاس، الحديد والمنغنيز) أنها تتوزع على النحو التالي:
- الرصاص والزنك
يوجد المجال الليثو هيكلي شرق محور دمنات - بولمان لا سيما الجزء الأوسط منه وجنوب جبال أطلس (النحاس: الأطلس الكبير ببني ملال وأفورار والأطلس الكبير بدمنات)ويقدر الإنتاج السنوي من الرصاص والزنك ب 13000 طن.
- الحديد والمنغنيز
منطقة تنانت - فم الجمعة (الأطلس الكبير لأفورار)- الحديد والنيكل والنحاس منطقة الصخور المنصهرة الجوراسية ذات الملمس الضوئي التي تنتمي إلى العصر الطباشيري.
تعمير متسارعبفعل النمو الديمغرافي والاقتصادي المهم الذي تعرفه جهة تادلة أزيلال، يتطور مجال التعمير بشكل سريع، إذ تشهد المدن الرئيسية للجهة توسعا كبيرا وتظهربها مراكز حضرية جديدة.
في السنوات الأخيرة، أصبح قطاع الإسكان من القطاعات التي توفر فرصا استثمارية مهمة في الجهة وتجذب المنعشين العقاريين المغاربة ورؤوس أموال المغاربة المقيمين في الخارج.
يستفيد القطاع حاليا من العديد من البرامج التنموية خاصة مشاريع إحداث مناطق حضرية جديدة وإعادة هيكلة بعض المراكز الحضرية وبرامج السكن الاجتماعي والتغطية التدريجية للعديد من الأراضي العمومية والخاصة بوثائق التعمير (ويتعلق الأمر ب12 127 هكتارا في سنة 2005 منها 729 3 هكتارا مخصصة للسكن الاقتصادي).
وعلاوة على ذلك، مكنت البرامج المخصصة لمحاربة السكن غير اللائق، وبالتالي تشجيع السكن الاجتماعي، من استغلال العديد من الإمكانات العقارية العمومية والخاصة لاحداث مشاريع سكنية مندمجة. وسيقوم المنعشون العقاريون للقطاع العمومي بتجهيز هذه الأراضي تحت إشراف وزارة الإسكان والتعمير والتنمية المجالية ليتم تفويتها إلى الخواص والمستثمرين من أجل إنجاز مشاريع للسكن الاجتماعي والاقتصادي.

## المصدر ووصلات خارجية
انظر تصريح الاقتباس من موقع أدرار على الإنترنت
- خبار بلادي.. المغرب.. تادلة أزلال

1. ↑  GeoNames (بالإنجليزية), 2005, QID:Q830106
2. ↑  Codes for the representation of names of countries and their subdivisions—Part 2: Country subdivision code (بالإنجليزية), 1998, QID:Q133153
3. ↑  "عسل النحل من المواد الأكثر استهلاكا في شهر رمضان – ماپ إكسپريس". www.mapexpress.ma. مؤرشف من الأصل في 2024-05-31. اطلع عليه بتاريخ 2024-05-31.